# Nobutaka Tanaka
Nobutaka Tanaka (Prefettura di Saitama, 10 giugno 1971) è un ex calciatore giapponese, di ruolo difensore.

## Carriera
Ha preso parte a 28 partite del campionato giapponese di massima serie.